# Haiyuan
Der Kreis Haiyuan (chinesisch 海原县, Pinyin Hǎiyuán Xiàn) ist ein Kreis der bezirksfreien Stadt Zhongwei des Autonomen Gebiets Ningxia in der Volksrepublik China. Er hat eine Fläche von 6899 km² und zählte im Jahr 2020 333.518 Einwohner.
Besondere Bekanntheit erlangte der Kreis durch das Erdbeben von Haiyuan 1920, bei dem über 200.000 Menschen starben.
Die Caiyuan-Stätte (Caiyuan yizhi 菜园遗址) der neolithischen Caiyuan-Kultur steht seit 2006 auf der Liste der Denkmäler der Volksrepublik China (6-214).